# Martin Jedlička
Martin Jedlička (ur. 24 stycznia 1998 w Przybramie) – czeski piłkarz, grający na pozycji bramkarza w Viktorii Pilzno. Były młodzieżowy reprezentant kraju.

## Klub

### Początki
Zaczął przygodę z piłką w 1. FK Příbram w 2004 roku. Następnie od 2007 roku przez rok grał w Sparcie Praga, a później od 2008 roku do 2011 roku grał w Slavii Praga. Wtedy wrócił do Przybramu i grał tam do 2017 roku.

### FK Mladá Boleslav
24 lipca 2017 roku trafił do FK Mladá Boleslav (kwota nieznana). W tym zespole po raz pierwszy zagrał 3 grudnia 2017 roku w meczu przeciwko Sparcie Praga (3:0 dla zespołu ze stolicy). Zagrał całe spotkanie i do tego dostał żółtą kartkę w 50. minucie. To było jego jedyne spotkanie w zespole z Mlady Boleslav. 

### Wypożyczenie do Dunajskiej Stredy
14 lutego 2018 roku wypożyczono Jedličkę do DAC Dunajskiej Stredy. Na Słowacji zadebiutował 5 sierpnia 2018 roku (nie grał w sezonie 2017/2018) w meczu przeciwko FC Nitra (2:3 dla Dunajskiej Stredy). Rozegrał cały mecz. Łącznie na wypożyczeniu zagrał 17 meczów.

### Transfer definitywny
21 lutego 2019 roku przeszedł definitywnie do słowackiego zespołu. Łącznie rozegrał 86 spotkań w barwach zespołu ze Słowacji. 

### Viktoria Pilzno
1 lipca 2022 roku trafił do Viktorii Pilzno.

## Reprezentacja
Zagrał 2 mecze w reprezentacji U-16.
W kadrze U-17 rozegrał 9 spotkań.
W reprezentacji U-19 zagrał 11 spotkań. 
7 spotkań rozegrał w kadrze U-20.
W reprezentacji U-21 zagrał 13 meczów.

## Rodzina
Jego przyrodnim bratem jest Jakub Řezníček, również piłkarz.